# Lagonda 2.6-Litre
La Lagonda 2.6-Litre è un'autovettura di lusso prodotta dalla casa automobilistica britannica Lagonda dal 1948 al 1953 in 510 esemplari.

## Storia
Fu il primo modello della Lagonda costruito in seguito all'acquisto dell'azienda da parte di David Brown nel 1947. Il nome "2.6-litre" fa riferimento al nuovo motore da 2,6 litri di cilindrata a 6 cilindri in linea e 105 CV che debuttò con la vettura. Il propulsore fu progettato da Walter Owen Bentley.

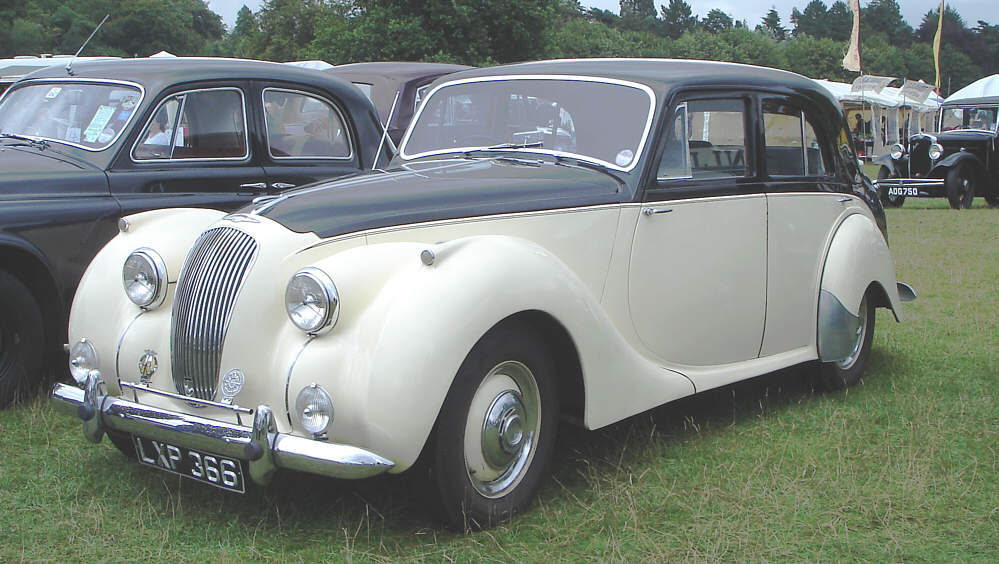
Lagonda 2.6 Litre berlina del 1950

La 2,6-Litre, che era una vettura più grande dei modelli contemporanei prodotti dalla Aston Martin, fu prodotta in configurazione berlina a 4 porte e dal 1949 anche come cabriolet a 2 porte, in entrambi i casi con 4 posti. Nel 1952 venne introdotta una nuova versione denominata Mark II solo berlina, con la potenza del motore aumentata a 125 CV.
Il motore era un bialbero a sei cilindri da 2580 cm³ di cilindrata. La produzione della 2.6-Litre terminò nel 1953 con 510 esemplari costruiti.
Tecnicamente la vettura era dotata di un telaio separato dalla carrozzeria, con le sospensioni indipendenti su tutte e quattro le ruote che utilizzavano molle elicoidali all'avantreno e barre di torsione longitudinali al retrotreno. I freni, prodotti dalla Lockheed, erano a tamburo su entrambi gli assi, con diametro all'avantreno di 305 mm e al retrotreno di 279 mm, questi ultimi montati entrobordo. Lo sterzo era a pignone e cremagliera.
La versione cabriolet fu testata dalla rivista The Motor nel 1949, che rilevò una velocità massima di 145,2 km/h e un'accelerazione nello 0 a 97 km/h in 17,6 secondi.